# Santa Tereza (Porto Alegre)
Pour les articles homonymes, voir Santa Tereza.

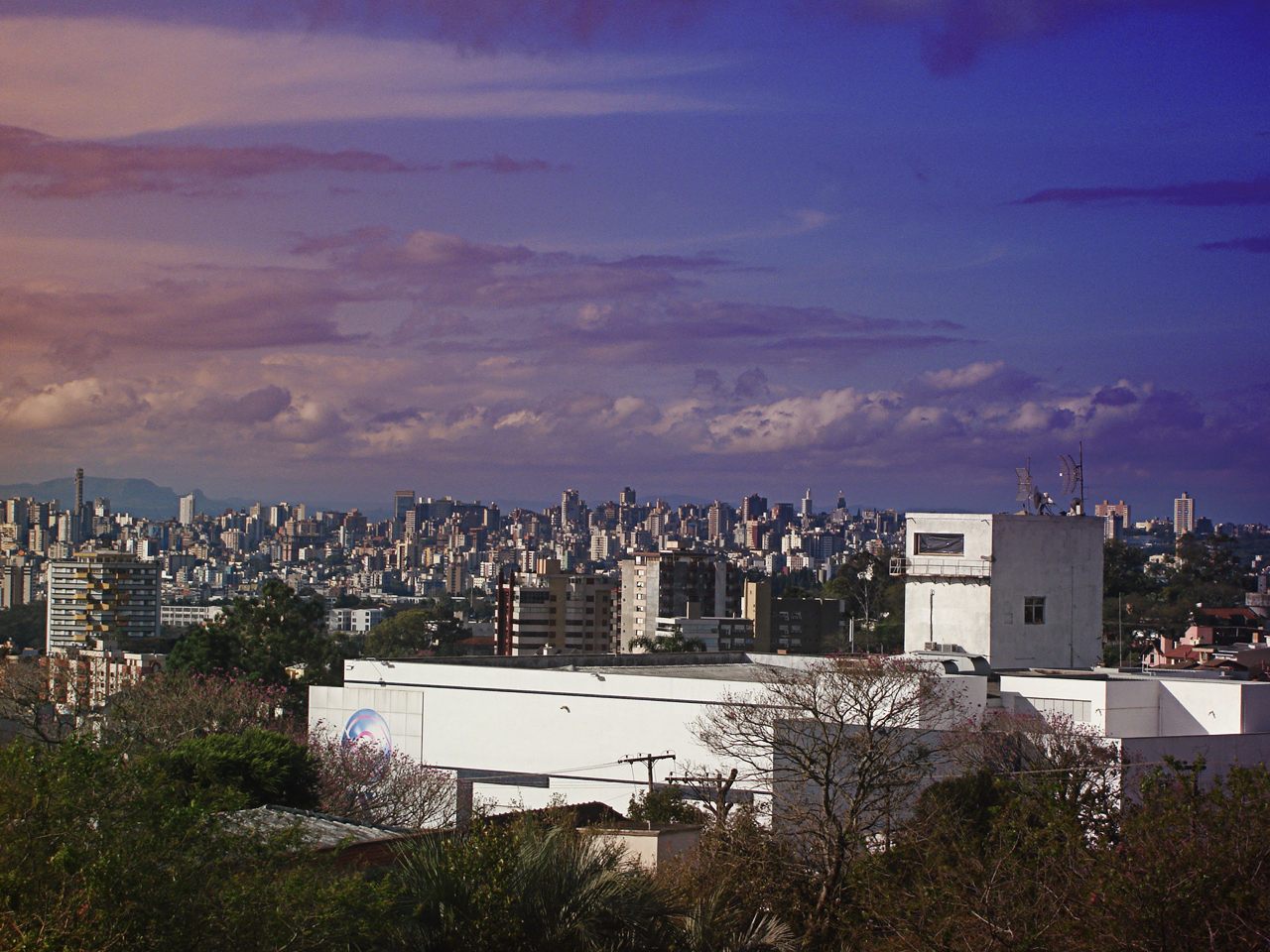
Vue depuis la copine de Santa Tereza

Santa Tereza est un quartier de la ville brésilienne de Porto Alegre, capitale de l'État du Rio Grande do Sul.
Il a été créé par la Loi 2.022 de 07/12/59.

## Données générales
- Population (2000) : 47 175 habitants[réf. nécessaire]
  - Hommes : 22 794
  - Femmes : 24 381

- Superficie : 454 ha

- Densité : 103,91 hab/ha

## Limites actuelles
Avenue Padre Cacique, de l'angle de la rue Miguel Couto jusqu'à l'avenue Taquari ; de celle-ci jusqu'à l'avenue Caí sur toute sa longueur jusqu'à la rue Cristiana ; puis jusqu'à la rue Orfanotrófio et à la rue Sepé Tiaraju ; de cette dernière, dans le sens sud/nord, jusqu'à la rue Catumbi ; suit jusqu'à la rue Clemente Pinto, de la rue Catumbi -angle avec la rue Prof. Clemente Pinto-, à la Travessia Nadir ; de là jusqu'à la rue  Rua Mariano de Matos et l'angle de la rue José de Alencar avec la rue Ten. Cel. Luiz Corrêa Lima, puis jusqu'à la rue Miguel Couto sur toute sa longueur jusqu'à l'avenue Padre Cacique.

## Localisation
Se situe dans la Zone Sud (Est) de Porto Alegre.

## Histoire
Sa population, en grande majorité, est originaire de petites communautés de l'intérieur du Rio Grande do Sul qui, à la recherche de meilleures conditions de vie, émigrèrent vers le centre urbain. L'arrivée sans contrôle de cette population et la faiblesse du contexte économique ont été des facteurs qui amenèrent le développement de la "ceinture de la misère" de la capitale gaúcha. Ce fut dans ce type de lieux que se développèrent de nombreuses vilas (bidonvilles ; nom local pour désigner les favelas) regroupant les familles et personnes à bas revenus, et leur marginalisation qui en est la conséquence.
Situé en zone de relief, il fut longtemps occupé par de petites installions mararaîchères et des espaces boisés vierges, et n'était traversé par l'ancienne route du Laboratório, actuelle rue Corrêa Lima, et par la rue Silveiro. Le quartier était déjà inscrit sur le plan municipal de 1896, mais ne commença à se développer qu'après les années 1950 quand les entreprises de communication commencèrent à s'installer sur le morro où il se trouvait.
Au 71 de la Travessa Paraíso, se trouve un édifice qui fut une salaison de viandes au XIXe siècle et qui est inscrit au Patrimoine culturel de la ville depuis 1977. Un autre lieu historique du quartier, est l'Asilo da Mendicidade ("Asile des mendiants") Padre Cacique, situé sur l'avenue du même nom et qui fut inauguré en 1881, qui a maintenu jusqu'à ce jour ses activités en faveur des personnes âgées pauvres et miséreuses.

## Aujourd'hui
Le quartier abrite une partie de la zone appelée "Grande Cruzeiro", conglomérat de vilas qui a une population de plus de 200 000 habitants. Mais la grande majorité de son territoire est une zone résidentielle, avec des petits commerces et les installations de radio et télévision au sommet du morro.